# Stefan Detscher

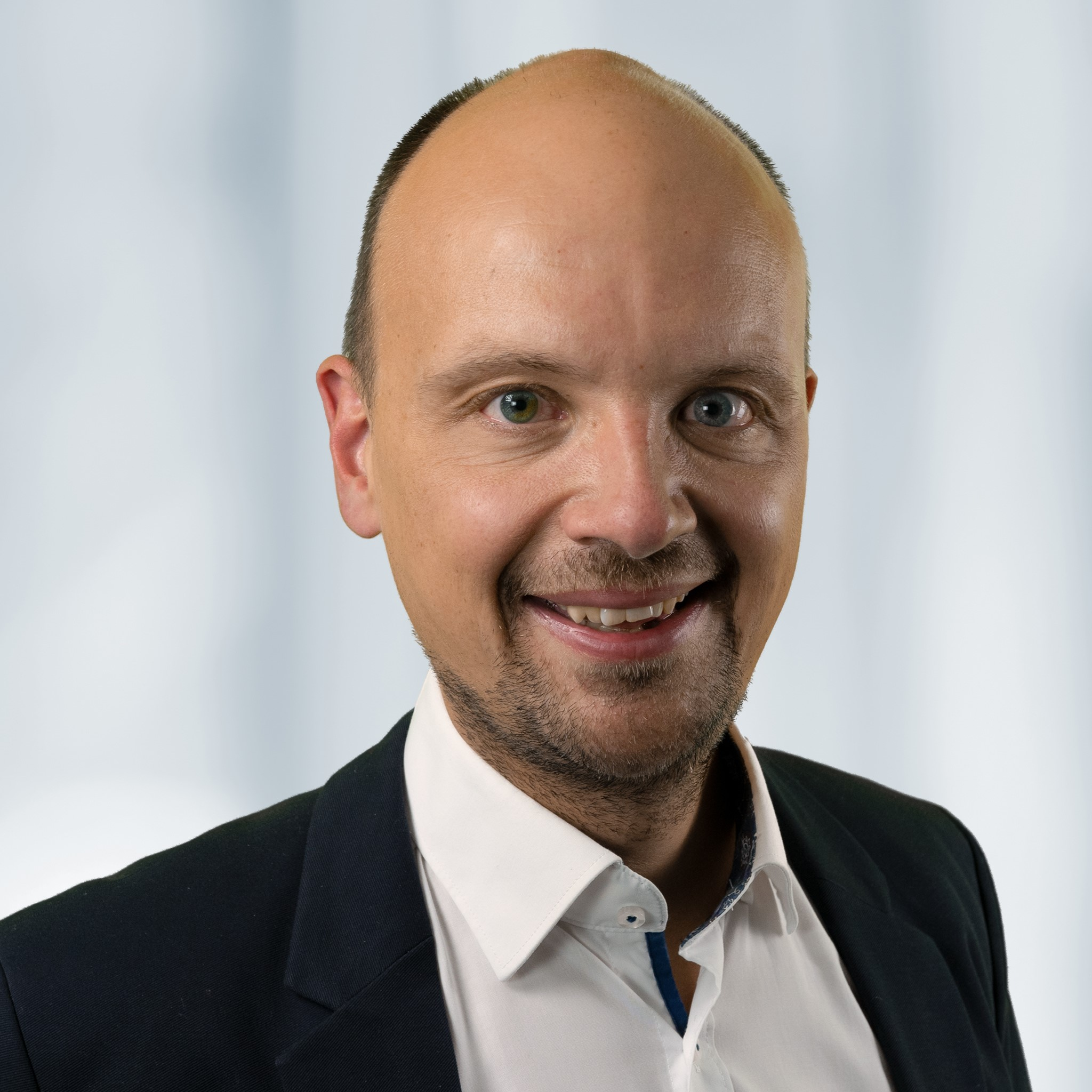
Stefan Detscher (2021)

Stefan Detscher (* 19. Juni 1980 in Baden-Baden) ist ein deutscher Betriebswirtschaftler mit den Lehr- und Forschungsschwerpunkten Digital Business, Digitales Management und Online-Marketing. Er ist Leiter der Digital-Master- und Studienprogramme der Digital Business School und geschäftsführender Direktor des Digital Business Institute an der Hochschule für Wirtschaft und Umwelt Nürtingen-Geislingen.

## Leben
Detscher absolvierte ein Doppeldiplom-Studium in internationaler Betriebswirtschaftslehre an der European Business School (ebs) in Oestrich-Winkel und an der SKEMA Business School mit einem Auslandsstudium an der London School of Economics and Political Science (LSE) in London. Von 2007 bis 2009 promovierte er an der Technischen Universität Hamburg-Harburg.
Nach Tätigkeiten als Berater bei A.T. Kearney und Roland Berger baute er drei Digitalunternehmen in leitender Funktion mit auf, zuletzt die RegioHelden GmbH in Stuttgart, welche er an die Ströer-Gruppe veräußerte. Stefan Detscher ist als Investor und Beirat von Start-Ups sowie als Advisor für digitale Geschäftsentwicklung aktiv.
Er ist Initiator und Leiter der berufsbegleitenden Digital-Studien- und Master-Programme (Digital Business School) an der Hochschule für Wirtschaft und Umwelt Nürtingen-Geislingen. Diese umfassen die MBA-Fachrichtungen Digital Business & Leadership, Digital Operations Management, Digital Management & Analytics, Digital Marketing & Sales und Digital & Sustainable Management sowie zusätzlich ein Digital-Weiterbildungsprogramm mit Diploma- und Certficate-Abschlüssen (DAS & CAS). 2024 erweiterte er die Digital Business School um den internationalen englischsprachigen Master of Science Digital Business Management als Online-Studienprogramm.
Des Weiteren war er Initiator und Organisator des Entrepreneurial Marketing & Sales Summit, dessen Nachfolgeveranstaltungsreihe die Digital Management Talks sind, ein Austauschformat zu digitalem Management und Marketing. Daraus hat er 2025 den Podcast Digitales Management entwickelt, in welchem er und sein Co-Host aktuelle Themen aus dem gleichnamigen Fachbereich wissenschaftlich fundiert und praxisbezogen erörtern, wobei sie entsprechende KI-basierte Co-Moderatoren einsetzen.
Ab 2025 hat er für drei Jahre die Schwerpunktprofessur „Digitalisierung in der Lehre“ inne, welche die Konzipierung und Leitung des wissenschaftlichen Projekts „Future & Digital Skills fokussierte Lehrangebote und Lernformate“ umfasst. Das Projekt stärkt die Vermittlung von Future Skills und Digitalkompetenzen mit Hillfe innovativer digitaler und hybrider Lehr- und Lernkonzepte.
Forschungsgebiete von Stefan Detscher, zu welchen er regelmäßig u. a. im Springer Gabler Verlag publiziert, Vorträge/ Workshops hält sowie Presse-Interviews als Experte gibt, sind insbesondere: Digital/Online Marketing, Digitalisierung von Vertrieb und Kundenservice, digitale Transformation auf Basis agiler Steuerungs- und Führungsinstrumente, digitaler Kompetenzaufbau, Entrepreneurship/Start-Up Management, Planung und Steuerung digitaler Geschäftsmodelle sowie Benchmarking.
2022, 2023 und 2024 wurde das Institut von Stefan Detscher durch WiWi-Talents dreimal in Folge als Talentschmiede ausgezeichnet.

## Publikationen

### Bücher
- Praxishandbuch Digitales Management. Springer Gabler, Wiesbaden 2025, ISBN 978-3-658-46399-1.[35]
- Digitales Management und Marketing – So nutzen Unternehmen die Marktchancen der Digitalisierung. Springer Gabler, Wiesbaden 2021, ISBN 978-3-658-33731-5.[36]
- Strategisches Kostenmanagement bei Mobilfunkbetreibern – Status-quo Analyse, Entwicklung eines Kennzahlensystems und Konzipierung eines Managementansatzes. Gabler Research, Wiesbaden 2010, ISBN 978-3-8349-8461-6.[37]
- Corporate Finance and the Theory of the Firm. GRIN Verlag, München 2007, ISBN 978-3-638-84240-2.
- Direktinvestitionen in Mittel- und Osteuropa – Determinanten und Konsequenzen für den Transformationsprozess. VDM Verlag, Saarbrücken 2006, ISBN 978-3-86550-200-1.[38]

### Artikel
- Web3-based Marketing in the DACH Region – An Empirical Study of Potential Use Cases and Scalable Strategies. Marketing Review St. Gallen, 04/2025.[39]
- Wert- und Wachstumssteuerung digitaler Geschäftsmodelle – Durch Unit Economics szenarienbasiert KI-gestützt planen und Traction wertsteigernd steuern. Praxishandbuch Digitales Management, 03/2025.[40]
- Digitale Transformation des Marketings – Einsatz von Growth Hacking und weiterer agiler Marketingansätze. Praxishandbuch Digitales Management, 03/2025.[40]
- Web3: Anwendungsfelder in Marketing und Vertrieb – Eine empirische Potenzialanalyse. Praxishandbuch Digitales Management, 03/2025.[41]
- Einsatz von Künstlicher Intelligenz (KI) in der Vermarktung – Entwicklungsstufen und Anwendungsfelder von MarSales Tech. Praxishandbuch Digitales Management, 03/2025.[42]
- Flipped Classroom in Corporate Trainings – Evaluation eines Pilotprojekts. PERSONALquarterly, 04/2024.[43]
- Digitalisierung von Unternehmen – Aufbau von Digitalkompetenzen als Erfolgsfaktor. Praxisorientiertes Managementwissen, 06/2024.[44]
- Next-Gen Metaverse Customer Experience – Evaluation von Erfolgsdeterminanten für Fashion-Brands. Marketing Review St. Gallen, 02/2024.[45]
- Erfolgsdeterminanten für das B-to-B-Digital-Brand-Marketing. transfer, 04/2023.[46]
- Potenziale für den Einsatz von Voice-Commerce entlang der Customer Journey. transfer, 02/2022.[47]
- KI-basierte Anwendungen im digitalen Sales Funnel nutzen. Springer Professional, 02/2021.[48]
- Was die Etablierten von den Jungen lernen können. Sales Excellence, 04/2019.[49]
- Disruptives Marketing: Nutzung der innovativen Vermarktungsansätze von Start-Ups durch Großunternehmen. German Journal of Marketing, 01/2019.[50]
- Mit AAA-Vertrieb innovative Energielösungen verkaufen. Sales Excellence, 11/2018.[27]
- Fin Sales Tech: Artifizielle Intelligenz im Marketing und im Vertrieb von Kapitalmarktprodukten. Marketing Review St. Gallen, 04/2018.[24]
- Ansätze zur Steigerung des Leistungsbeitrags der Internen Revision. Zeitschrift Interne Revision, 01/2006.[51]